# Ординація Війська Запорізького
Ордина́ція 1638 (від лат. ordinatus — упорядкований, «Ординація Війська Запорізького реєстрового, що перебуває на службі Речі Посполитої») — постанова вального сейму, видана у грудні 1638 року після придушення козацько-селянського повстання під керівництвом Павлюка та Скидана.
Згідно з ординацією було скасовано виборність козацької старшини і ліквідовано козацький суд. Козацький реєстр зменшувався до 6 тисяч осіб — 6 полків по тисячі козаків у кожному. До реєстру вносили тільки тих козаків, які не брали участі у повстанні. Лише сотники та отамани могли бути обрані з козаків, які мали заслуги перед Річчю Посполитою. Усі виключені з реєстру повинні були повернутися до свого попереднього стану. Замість гетьмана призначали старшого комісара козацького війська, який підлягав безпосередньо коронному гетьманові Польщі. Йому віддавалась уся військова і судова влада в реєстрі і доручалося рішуче придушувати будь-яке «своєвільство козацьке». Резиденцією комісара було місто Трахтемирів (див. Трахтемирівський монастир). Посади полковників і осавулів також заміщали винятково з шляхтичів. Козакам дозволялося жити лише в королівських маєтностях Черкаського, Корсунського та Канівського староств. Міщанам і селянам під страхом смертної кари заборонялося вступати у козаки і навіть віддавати своїх дочок заміж за козаків.
Решта пунктів ординації спрямовувалася проти Запорозької Січі. Два полки реєстровців повинні були постійно перебувати на Січі, щоб допомагати запорожцям відбивати татарські напади і перешкоджати їхнім походам у Крим і Туреччину. На Запоріжжя козак міг потрапити лише при наявності паспорта, затвердженого комісаром. Ординацією передбачалося відбудувати Кодак і розмістити в ньому сильний гарнізон з 600 піхотинців і 100 найманих драгунів. Нереєстрове козацтво ординацію не визнало.
9 вересня 1638 року Микола Потоцький скликав у Києві «загальну раду» реєстрових козаків, у якій, однак крім старшини, мали право взяти участь по кілька чоловік від кожного з шести полків. На раді і була оголошена Ординація війська Запорозького реєстрового.
4 грудня 1638 року в урочищі Масловий Став відбулася «остаточна комісія з козаками», на якій в присутності М.Потоцького та інших панів була виголошена ухвала. В ній мовилося, зокрема, про те, що козаки «покірно приймають заслужене ярмо на свої шиї». Комісаром реєстру призначався шляхтич П. Комаровський, військовими осавулами — Левко Бубновський та Ілляш Караїмович. Серед сотників, яких обрали козаки, були і майбутні діячі національно-визвольної війни 1648—1657 років — Богдан Хмельницький та Федір Лютай.